# موریس بلانشار
موریس بلانشار (به فرانسوی: Maurice Blanchard) شاعر و مهندس هوافضا قرن نوزدهم میلادی اهل فرانسه است.